# Riera de Pineda
La riera de Pineda de Mar és un curs d'aigua intermitent de la comarca del Maresme. Neix a uns 500 metres d'altitud, al sot d'en Pica, entre el puig d'Hortsavinyà i el coll de les Planes, en un racó sempre humit i envoltat de saüquers, cirerers de bosc, verns, avellaners, boix grèvol, alzines... i desemboca al Mediterrani, a Pineda de Mar.
Rep el nom dels indrets per on passa - sot d'en Pica, sot del Salt -, igual que els seus afluents fins que no arriba als territoris de Sant Pere de Riu, on ja se l'anomena "riera de Pineda".
En alguns trams entre can Coqueta i el pla de cal Capità, manté aigua tot l'any. Fins als anys 70, portava força més aigua i això permetia que durant alguns mesos les aigües arribessin fins al mar. A la seva riba encara s'hi poden trobar elements propis de l'activitat humana en l'aprofitament de l'aigua, com l'aqüeducte romà de Can Cua, el molí fariner de can Marquès o el Pont del Diable. La disminució de les pluges, l'aprofitament humà més intens de les aigües i unes muntanyes molt més poblades d'arbres, han fet que el cabal actual sigui molt inferior.
La conca de la riera de Pineda té 11 km de llargada i recull les aigües dels vessants marítims de la part de llevant de la serra del Montnegre, que baixen per diversos torrents i rieres.

## Afluents
Els afluents més importants són: 
- Sot d'en Benet Vives, que neix sota el coll del mateix nom.
- Torrent de Canyamars, que neix sota el turó de la Grimola.
- Sot de l'Aram, que neix sota el coll d'en Cona. És el més llarg dels afluents i en alguns trams porta aigua gairebé tot l'any.
- Sot de Sant Andreu, que neix sota el collet del mateix nom..
- Sot de can Riu, que neix sota coll de Port.
- Torrent de Navall, que neix darrera can Carreres.

## Aprofitament humà
Per als pagesos i bosquerols, la proximitat de l'aigua ha estat una font de riquesa. S'ha aprofitat l'aigua, la força de l'aigua, els arbres de ribera, i les plantes i fauna associada. La riera de Pineda conserva un ric patrimoni, testimoni de la relació humana amb els cursos d'aigua.
La riera de Pineda ha estat un curs d'aigua que, històricament, ha tingut un intens aprofitament hidràulic. Nogensmenys, segles enrere se la coneixia amb el nom de "la riera dels nou molins". En efecte, tot i que la nostra riera no és un curs de grans cabals ni vigorosos salts, oferia unes condicions prou bones com per establir diversos sistemes hidràulics.